# Croton pseudoadipatus
Espèce
Croton pseudoadipatus est une espèce de plantes à fleurs du genre Croton et de la famille des Euphorbiaceae, présente au Brésil (Minas Gerais).